# Duaca
Duaca – miasto w Wenezueli, w stanie Lara.